# Gmina Tompojevci
Gmina Tompojevci (chorw. Općina Tompojevci) – gmina w Chorwacji, w żupanii vukowarsko-srijemskiej. W 2011 roku liczyła  1565 mieszkańców.